# Monika Michalik
Monika Ewa Michalik (Międzyrzecz, 2 de maio de 1980) é uma lutadora de estilo-livre polaca, medalhista olímpica.

## Carreira
Michalik competiu na Rio 2016, na qual conquistou a medalha de bronze, na categoria até 63 kg.